# Matinhos
Matinhos – miasto i gmina w Brazylii, w stanie Parana. Znajduje się w mezoregionie Metropolitana de Curitiba i mikroregionie Paranaguá.